# トム・ホランド (映画監督)
トム・ホランド（Tom Holland, 1943年7月11日 - ）は、アメリカの映画監督、脚本家、俳優である。

## 生い立ちと私生活
ニューヨーク州ポキプシー市で生まれる。1962年にウースター・アカデミーを卒業する。オフスプリングのデクスター・ホーランドは甥である。また、俳優のジョシュ・ジョランドは息子である。

## デッド・ラビット・フィルムズと監督業
デヴィッド・チャックラーと共同でホラー映画のデッド・ラビット・フィルムズを立ち上げている。
ホランド自身は『フライトナイト』、『チャイルド・プレイ』などを監督している。

## 俳優活動
2009年12月にアダム・グリーンの『HATCHET After Days/ハチェット アフターデイズ』に出演し、ダニエル・ハリス、トニー・トッドらと共演した。

## フィルモグラフィ
| 年   | 作品名                                                  | 備考                                |
| ---- | ------------------------------------------------------- | ----------------------------------- |
| 1982 | 戦慄!呪われた夜 The Beast Within                        | 脚本                                |
| 1982 | 処刑教室 Class of 1984                                  | 脚本                                |
| 1983 | サイコ2 Psycho II                                       | 脚本                                |
| 1984 | Scream for Help                                         | 脚本                                |
| 1984 | ビデオゲームを探せ! Cloak & Dagger                      | 脚本                                |
| 1985 | フライトナイト Fright Night                             | 監督・脚本 サターン脚本賞受賞       |
| 1987 | 危険な天使 Fatal Beauty                                 | 監督                                |
| 1988 | チャイルド・プレイ Child's Play                         | 監督・脚本                          |
| 1988 | フライトナイト2/バンパイヤの逆襲 Fright Night II        | キャラクター創造                    |
| 1993 | 派遣秘書 The Temp                                       | 監督                                |
| 1995 | ランゴリアーズ The Langoliers                           | ミニシリーズ 監督・脚本・カメオ出演 |
| 1996 | スティーヴン・キング/痩せゆく男 Thinner                 | 監督・脚本                          |
| 2008 | 5 or Die                                                | テレビ短編 監督・脚本               |
| 2010 | HATCHET After Days/ハチェット アフターデイズ Hatchet II | 出演                                |
| 2011 | フライトナイト/恐怖の夜 Fright Night                    | 原案・オリジナル脚本                |
| 2017 | ドール・メーカー Rock Paper Dead                        | 監督                                |